# Alt Töplitz
Alt Töplitz ist ein Wohnplatz in Töplitz, einem Ortsteil der Stadt Werder (Havel) im Landkreis Potsdam-Mittelmark (Brandenburg). Bis zum Zusammenschluss mit Neu Töplitz und Leest 1974 zur Gemeinde Töplitz war Alt Töplitz eine selbständige Gemeinde. Sie entstand aus dem mittelalterlichen Dorf Töplitz. 1685/96 wurden bei einem Vorwerk des Klosters Lehnin nördlich des Ortskern Schweizer-Familien angesiedelt, aus dem sich im 18. Jahrhundert die Gemeinde Neu Töplitz bildete. Spätestens bis 1775 setzte sich für die neue Ansiedlung die Bezeichnung Neu Töplitz durch, während die ursprüngliche Siedlung Alt Töplitz genannt wurde.

## Geographische Lage
Alt Töplitz liegt im südlichen Teil der Insel Töplitz, rund 6,5 km Luftlinie nordwestlich der Kernstadt Werder (Havel). Rund 1,2 km nördlich liegt Neu Töplitz, 2,3 km östlich liegt Leest.

## Geschichte
1313 wurde das Dorf erstmals, allerdings nur indirekt erwähnt, als der Pfarrer Wromold von Töplitz bei einer Güterübertragung des Johann von Bredow an den Kaland in Spandau als Zeuge auftrat. 1318 verkaufte der brandenburgische Markgraf Waldemar den Werder Töplitz (= Insel Töplitz) mit allem Zubehör an das Kloster Lehnin. Davon war anscheinend aber das Dorf Töplitz (und Leest) ausgenommen, denn 1321 verkaufte Herzog Rudolph von Sachsen seine Rechte als Oberlehensherr an Töplitz um 10 Mark an das Kloster Lehnin. Sein Lehensmann war Henning v. Gröben, der das Dorf von einem Ritter Arnold v. Sack gekauft hatte. 1324 verzichteten die Brüder Henning und Nikolaus v. Gröben auf alle Rechte an (Alt) Töplitz. Nach Reinhard E. Fischer sind zwei Deutungen des Namens möglich, wobei keiner der beiden Möglichkeiten eine Präferenz eingeräumt werden kann. Zum einen wäre eine Herleitung von einer polabischen Grundform *Topelec oder *Topelica möglich, die als Abgrund, tiefe Stelle im Wasser zu übersetzen wäre. Zum anderen käme auch eine polabische Grundform *Topolica, *Topolec = Pappel infrage.

„Toplitz sunt 20 mansi, quorum plebanus habet 2, prefectus 2. Ad pactum quilibet mansus 9 modios siliginis et 3 ordei, non avene; ad censum 2 solidos; precariam non solvit. Cossati 9, quilibet solvit 6 denarios et 1 pullum. Taberna solvit 30 Schillinge. Monachi in Lenyn habent totum cum omni iure tempore ab antiquo..“

„Monachorum in Lenyn ... item in obstaculo prope Topelitz 10 solidos, de quibus rustici dant exactionem. ...“

Bis 1375 wird der Ort unter den Besitzungen des Klosters im Havelland aufgeführt. Nach dem Landbuch Karls IV. von 1375 hatte das Dorf 20 Hufen, davon hatte der Pfarrer und der Schulze je zwei von Abgaben befreite Hufen. Im Dorf waren neun Kossäten ansässig; auch gab es einen Krug. Jede abgabenpflichtige Hufe gab jährlich neun Scheffel Roggen und drei Scheffel Gerste als Pacht. Der Hufenzins betrug zwei Schillinge pro Jahr. Die Bauern mussten aber im Gegensatz zu den meisten anderen Dörfern keine Bede bezahlen. Jeder Kossäte musste im Jahr ein Huhn und sechs Pfennige an das Kloster Lehnin bezahlen. Der Krüger hatte eine jährliche Abgabe von 30 Schillingen aufzubringen. Außerdem gab es bei Töplitz ein Wehr in der Havel (zum Fischfang), für dessen Nutzung die Bauern jährlich zehn Schillinge bezahlen mussten. Die Fischereirechte in der Havel gehörten dem Kloster Lehnin. 1451 gab es vier Wehre. Auch war inzwischen eine Mühle im Ort. Auf einem Worterland wurden Bienen gehalten; für die Nutzung verlangte das Kloster acht Pfund als jährliche Abgabe. 1538 lebten 15 Hufenbauern, drei Kossäten, ein Schmied und ein Müller in Töplitz. Bei der Kirchenvisitation von 1541 wurden bei 200 Kommunikanten festgestellt (sehr wahrscheinlich inklusive Göttin und Leest, die zum Kirchensprengel Töplitz gehörten). 1603 lebten nur noch fünf Bauern und sechs Kossäten in Töplitz. Der Schulze hatte zwei Lehn- und zwei Erbhufen, ein Bauer hatte fünf Hufen, drei Bauern je drei Hufen in Bewirtschaftung. Ein Schmied war nicht mehr im Dorf, dafür ist 1605 noch ein Müller belegt. 1624 lebten fünf Bauern, sechs Kossäten (darunter ist der Müller), ein Pachtschäfer, ein Hirte, Schäferknechte und zwei Paar Hausleute in Töplitz. Der Dreißigjährige Krieg hatte das Dorf weniger stark betroffen als viele andere Orte der näheren Umgebung. 1652 war ein Bauern- und ein Kossätenhof nicht besetzt. 1662 waren die fünf Bauernhöfe wieder in Bewirtschaftung, dagegen nur noch vier Kossätenhöfe. 1687 waren immer noch zwei Kossätenhöfe nicht besetzt, dafür lebten nun wieder ein Schmied, ein Schneider und ein Amtsschäfer mit Knechten im Dorf. Der Krug wurde vom 5Hufenbauern des Dorfes betrieben. 1729 war auch eine Windmühle wieder in Betrieb. 1785 lebten in Töplitz: ein Pfarrer, der Schulze, vier Bauern, acht Kossäten, ein Müller und ein Schmied. Im Jahr 1801 gab es einen Lehnschulzen, vier Ganzbauern, vier Ganzkossäten, fünf Büdner, acht Einlieger, eine Schmiede, einen Krug und eine Windmühle, insgesamt 23 Feuerstellen (= Haushaltungen). 1837 wurden schon 33 Wohnhäuser gezählt. 1858 hatte Töplitz drei Wohnplätze außerhalb des eigentlichen Dorfes, sechs öffentliche Gebäude, 33 Wohn- und 52 Wirtschaftsgebäude, darunter eine Getreidemühle. Danach wuchs der Ort rasant: 1900 gab es 91 Wohnhäuser, 1931 131 Wohnhäuser mit 195 Haushaltungen. In der Bodenreform von 1946 wurden 40 ha enteignet. 1959 entstand die Gärtnerische Produktionsgenossenschaft (GPG) „Mitschurin“ mit zunächst vier Mitgliedern, die bis 1961 auf elf Mitglieder anwuchs. 1973 gab es im Ort neben der GPG eine Vereinigung der gegenseitigen Bauernhilfe/Bäuerliche Handelsgenossenschaft (VdgB/BHG) zur Vermarktung des Obstes.

### Politische Geschichte
Das Dorf gehörte vor 1321 anscheinend zum Herzogtum Sachsen-Wittenberg, danach bis 1542 zum Kloster Lehnin. 1375 wurde der Ort zum Havelland gerechnet. Nach der Säkularisation des Klosters 1542 kam der Ort zum Amt Lehnin. Nun wurde der Ort zur Zauche und mit der Ausbildung der Kreise in Brandenburg zum Zauchischen Kreis gerechnet. In der Kreisreform von 1818 wurde die Zauche mit dem vormals kursächsischen Amt Belzig zum Kreis Zauch-Belzig zusammengeschlossen. Dieser Kreis wurde in der Kreisreform von 1952 aufgelöst. Alt Töplitz kam zum Kreis Potsdam-Land. Zum 14. März 1974 schlossen sich Alt Töplitz, Neu Töplitz (mit dem Ortsteil Göttin) und Leest zur neuen Gemeinde Töplitz zusammen. Nach der Wende bildete Töplitz zusammen mit sieben anderen Gemeinden das Amt Werder. Töplitz wurde zum 26. Oktober 2003 in die Stadt Werder (Havel) eingegliedert. Das Amt Werder wurde zum selben Zeitpunkt aufgelöst. Seither ist Töplitz ein Ortsteil der Stadt Werder (Havel). Alt Töplitz, Göttin, Leest und Neu Töplitz sind heute lediglich Wohnplätze der Stadt Werder (Havel).

### Kirchliche Geschichte
Die Kirche von Alt Töplitz war im Mittelalter Mutterkirche (Pfarrhufen!). 1672 bis 1832 war Phöben Tochterkirche, seit 1832 auch Nattwerder. Zur Pfarre gehörten auch Göttin, Leest und die lutherischen Einwohner von Neu Töplitz (die Schweizer Zuwanderer waren reformiert und in Nattwerder eingekircht). Auch heute noch bildet Alt Töplitz einen eigenen Pfarrbereich.
In der Leester Straße befindet sich eine Kirche der Neuapostolischen Gemeinde.

### Bevölkerungsentwicklung
| Jahr | Einwohner |
| ---- | --------- |
| 1772 | 132       |
| 1801 | 169       |
| 1817 | 158       |
| 1837 | 240       |
| 1858 | 280       |

| Jahr | Einwohner |
| ---- | --------- |
| 1871 | 365       |
| 1885 | 503       |
| 1895 | 635       |
| 1905 | 709       |
| 1925 | 791       |

| Jahr | Einwohner |
| ---- | --------- |
| 1939 | 869       |
| 1946 | 1.165     |
| 1964 | 972       |
| 1971 | 919       |

- Quelle:[7]

## Sehenswürdigkeiten
Die Denkmalliste des Landes Brandenburg verzeichnet für Alt Töplitz drei Baudenkmale und 14 Bodendenkmale:
- Dorfkirche. Der rechteckige Putzbau mit westlichem Dachturm entstand 1760/70. Sie wurde 2012 saniert (Holztragwerk insbesondere im Turm, Beseitigung von Feucht- und Putzschäden, Erneuerung der Fenster[9])
- An der Havel 1: Gehöft, bestehend aus Wohnhaus und Stallgebäude. Der eingeschossige, siebenachsiger Putzbau mit Drempel und Satteldach wurde um 1900 errichtet.
- An der Havel 67: Pfarrhaus mit Wirtschaftsgebäude. Der Gebäudekomplex wurde 1912/3 im sog. Heimatstil errichtet.

### Bodendenkmale
- Nr. 30762 Flur 2: eine Siedlung der Urgeschichte, eine Siedlung des slawischen Mittelalter, eine Siedlung der Bronzezeit
- Nr. 30763 Flur 3: ein Gräberfeld des Neolithikum
- Nr. 30774 Flur 2: eine Siedlung der Bronzezeit
- Nr. 30776 Flur 1: ein Münzfund aus dem slawischen Mittelalter, ein Rast- und Werkplatz der Steinzeit, ein Gräberfeld der Eisenzeit
- Nr. 30777 Fluren 1,2: eine Siedlung der Bronzezeit, ein Gräberfeld der Bronzezeit, ein Gräberfeld des slawischen Mittelalter, ein Gräberfeld der Völkerwanderungszeit
- Nr. 30780 Flur 1: ein Gräberfeld der Eisenzeit
- Nr. 30781 Fluren 1,3: eine Siedlung der Bronzezeit, eine Siedlung der Urgeschichte
- Nr. 30782 Fluren 1,4: eine Siedlung der Bronzezeit, der Dorfkern aus dem deutschen Mittelalter, der Dorfkern der Neuzeit, eine Siedlung des slawischen Mittelalter, ein Gräberfeld der Eisenzeit, eine Siedlung des Neolithikum, eine Siedlung der Eisenzeit
- Nr. 30784 Flur 4: ein Gräberfeld Eisenzeit
- Nr. 30785 Flur 4: ein Gräberfeld der Bronzezeit, eine Siedlung der römischen Kaiserzeit, eine Siedlung des slawischen Mittelalter
- Nr. 30786 Flur 4: eine Siedlung der Bronzezeit, ein Gräberfeld des Neolithikum, eine Siedlung der römischen Kaiserzeit, eine Siedlung der Eisenzeit, ein Gräberfeld des slawischen Mittelalter, eine Siedlung des Neolithikum
- Nr. 30791 Flur 5: eine Siedlung der Eisenzeit, eine Siedlung der Bronzezeit
- Nr. 30793 Flur 2: eine Siedlung des slawischen Mittelalter, eine Siedlung der Bronzezeit
- Nr. 30796 Flur 5: eine Siedlung der römischen Kaiserzeit, eine Siedlung der Eisenzeit